# Felipe Orts
Felipe Orts Lloret (Villajoyosa, provincia de Alicante, 1 de abril de 1995) es un ciclista español que compite en las disciplinas de ciclocrós y ruta.
Hizo su debut como profesional de carretera en el equipo Burgos-BH. En las pruebas en ruta ha conseguido sendas victorias de etapas en la Vuelta a Salamanca y en la Vuelta a la Provincia de Valencia.

## Palmarés

### Ciclocrós
| 2015-2016 - Campeonato de España sub-23 de Ciclocrós - 1.º Ciclocross de Les Franqueses del Vallès - 1.º Ciclocross Ciudad de Valencia 2016-2017 - Campeonato de España sub-23 de Ciclocrós - 2.º en el Campeonato Mundial sub-23 de Ciclocrós - 2.º general Copa de España de Ciclocross 2017-2018 - 2.º en el Campeonato de España de Ciclocrós - 1.º general Copa de España de Ciclocross - 1.º Ciclocross de Llodio - 1.º Ciclocross de Elorrio - 1.º Ciclocross Ciudad de Valencia - 1.º Trofeo Joan Soler de Ciclocross - 1.º Abadiñoko Udala Saria - 1.º general Utsunomiya Cyclo Cross 2018-2019 - Campeonato de España de Ciclocrós - 1.º general Copa de España de Ciclocross - 1.º Ciclocross de Llodio - 1.º Ciclocross International Xaxancx - 1.º Gran Premi Internacional Ciutat de Vic - 1.º Abadiñoko Udala Saria - 1.º Trofeo San Andrés - 2.º general Utsunomiya Cyclo Cross - 1.º Día 2 2019-2020 - Campeonato de España de Ciclocrós - 2.º general Copa de España de Ciclocross - 1.º Ciclocross de Llodio - 1.º Ciclocross de Elorrio - 1.º Ciclocross Ciudad de Valencia - 1.º Ciclocross de Igorre - 1.º Gran Premi Internacional Ciutat de Vic - 1.º Trofeo Joan Soler de Ciclocross - 1.º Ciclocross de Les Franqueses del Vallès - 1.º Ciclocross de Xàtiva - 2.º general EKZ CrossTour | 2020-2021 - Campeonato de España de Ciclocrós - 1.º general Copa de España de Ciclocross - 1.º Ciclocross de Sueca - 1.º Ciclocross de Xàtiva - 1.º Ciclocross Ciudad de Valencia 2021-2022 - Campeonato de España de Ciclocrós - 1.º Ciclocross Internacional Xaxancx - 1.º Grand-prix de la Commune de Contern - 1.º Ciclocross de Elorrio - 1.º Ciclocross de Xàtiva - 1.º Ciclocross Ciudad de Valencia 2022-2023 - Campeonato de España de Ciclocrós - 1.º Ciclocross de Lago de As Pontes - 1.º Ciclocross de Concello de Ribadumia - 1.º Ciclocross de Xàtiva 2023-2024 - Campeonato de España de Ciclocrós - 1.º Ciclocross Ciudad de Valencia - 1.º Ciclocross de Xàtiva - 1.º Ciclocross Ciudad de Tarazona - 1.º Ciclocross de Melgaço - 1.º Ciclocross de Xaxancx 2024-2025 - Campeonato de España de Ciclocrós - 1º Internationale Cyclo-Cross Rucphen |

## Resultados

### Ciclocrós

#### Campeonatos
| Carrera           | 16-17 | 17-18 | 18-19 | 19-20 | 20-21 | 21-22 | 22-23 | 23-24 | 24-25 |
| ----------------- | ----- | ----- | ----- | ----- | ----- | ----- | ----- | ----- | ----- |
| España Ciclocrós  | -     | 2.º   | 1.º   | 1.º   | 1.º   | 1.º   | 1.º   | 1.º   | 1.º   |
| Europeo Ciclocrós | -     | -     | -     | 9.º   | 7.º   | 17.º  | 6.º   | 9.º   | 2.º   |
| Mundial Ciclocrós | -     | 20.º  | 12.º  | 14.º  | 26.º  | 13.º  | 19.º  | 10.º  | 12.º  |
| Carrera           | 16-17 | 17-18 | 18-19 | 19-20 | 20-21 | 21-22 | 22-23 | 23-24 | 24-25 |

-: No participa 

Ab.: Abandona 

X: No se disputó

## Equipos

### Carretera
- Mutua Levante-Bioracer (amateur) (2014-2020)
- Burgos-BH (2021-2023)

### Ciclocrós
- Teika-Gsport-BH (2017-2020)
  - Ginestar-Delikia (2017-2018)
  -  Delikia-Ginestar (2018-2019)
  - Teika-Gsport-BH (2019-2020)
- Burgos-BH (2021-2023)
- La Vila Joiosa–Neteo (2024)
- Ridley Racing Team (2024-)